# Хассанан, Али
Али Хассанан (араб. علي حسنين‎) — ливийский политик, дипломат и государственный деятель. Был министром иностранных дел Королевства Ливия с 6 июня по 8 сентября 1969 года. Последний глава ливийского внешнеполитического ведомства до прихода Муаммара Каддафи к власти.
До должности министра был послом Ливии в СССР, Нигерии и Финляндии.
Участвовал в переводе Корана на итальянский язык. Также перевёл несколько итальянских книг на арабский.